# Stazione di San Benigno di Cuneo
La stazione di San Benigno di Cuneo è una stazione ferroviaria posta sulla linea Fossano-Cuneo. Attualmente è disabilitata al servizio viaggiatori, ma è abilitata al movimento (posto di blocco n.4) ed è gestita da Dirigente Centrale Operativo con sede a Torino. Serviva il centro abitato di San Benigno, frazione del comune di Cuneo.